# Національна система доброчесності
Національна система доброчесності (НДС) - це комплексне оцінювання, що охоплює основні сфери діяльності держави, що відповідають за боротьбу із корупцією. До них входять не тільки державні органи, зокрема Парламент, Уряд, публічний сектор, органи судової влади тощо, але й політичні партії, громадянське суспільство, ЗМІ та бізнес.  

National Integrity System

Концепція Національної системи доброчесності була напрацьована та впроваджувалась міжнародною організацією Transparency International як елемент загального підходу TI до протидії корупції. 
Дослідження охоплює 13 сфер (кількість може варіюватися залежно від країни), які оцінюються у системному зв’язку із соціальними, економічними, політичними та культурними основами системи доброчесності. НСД базується на системному підході до запобігання корупції: у ньому розглядається весь спектр відповідних інституцій та секторів, а також взаємозв’язки між ними, оскільки недостатній рівень доброчесності в межах однієї інституції може породжувати серйозні проблеми у функціонуванні всієї системи доброчесності загалом. 
Головним завданням дослідження НСД є оцінка функціонування відповідних інституцій та секторів у їх сукупності, виявлення особливостей їх взаємодії. Аналітична діяльність поєднується з консультаціями з органами влади, громадянським суспільством, бізнесом та іншими суб’єктами, залученими до протидії корупції, що має на меті створити імпульс, політичну волю та громадський тиск для ініціювання реформ.

## НДС в Україні
Оцінювання національної системи доброчесності (НСД) України проводиться організацією Transparency International Україна у співпраці з провідними антикорупційними експертами Центру протидії корупції, Центру політико-правових реформ, Центру політичних студій та аналітики, фірми Arzinger та незалежних фахівців. 
Дослідження свідчить, що хоча у сфері антикорупції і було здійснено певний прогрес, корупція все ж залишається ключовою проблемою в Україні, а всеохопний вплив Уряду та олігархів підриває реформи.
Фінансову підтримку реалізації проекту з оцінювання української системи доброчесності було надано Європейським Союзом. 
Виконання проекту було розпочато у березні 2014 року. Дослідження стосувалося періоду із початку 2011 року до початку 2015 року та визначало основні події у функціонуванні НСД в Україні після випуску попереднього оцінювання у лютому 2011 р. Як і в оцінюванні НСД 2011 р., 3 звіт 2014 р. базується виключно на методології Transparency International.
Детальніше про НДС в Україні за посиланням.